# Цзэн-цзы
Цзэн-цзы (кит. 曾子 , 505 — ок. 436 до н. э.). Древнекитайский философ. Сын Цзэн Си, известного также по имени Цзян Дянь. Один из самых способных и любимых учеников Конфуция. В конфуцианской традиции по значимости занимал третье место после Конфуция и Мэн Кэ. Подчеркивал значение принципа «сыновней почтительности» (сяо), считая этот принцип гарантом всеобщей добродетели. Традиция приписывает Цзэн-цзы создание таких конфуцианских сочинений как «Да сюэ» и «Сяо цзин». В библиографическом разделе книги «Ханьшу» упоминается сочинение «Цзэн-цзы» из восемнадцати глав. Позднее это сочинение было утрачено. Согласно «Люйши чуньцю» и Сыма Цяню, учеником Цзэн-цзы был У Ци («Люйши чуньцю» Книга вторая. Глава четвёртая; Сыма Цянь Ши цзи. Глава 65). Другим учеником Цзэн-цзы в «Мэн-цзы» назван Цзы-Сян («Мэн-цзы». Глава третья. Часть первая).Представитель юнцзяской школы философ Е Ши (1150—1223) высказывал сомнение, что Цзэн-цзы верно передал учение Конфуция о дао. Сведения о Цзэн-цзы и его взглядах содержатся в «Лунь юе», «Мэн-цзы», «Чжуан-цзы», «Сюнь-цзы», «Хуайнань-цзы», «Люйши чуньцю» и других древнекитайских сочинениях.

## Свидетельства о жизни и учении
- "Учитель сказал: — Шэнь, все мое дао (учение) едино.

Цзэн-цзы ответил:
-Именно так!
Когда учитель вышел, ученики спросили:
-Что это значит?
Цзэн-цзы ответил:
— Дао учителя состоит из чжун (верности) и шу (великодушия) и всё. кит. 子曰：“參乎！吾道一以貫之。”曾子曰：“唯。”子出。門人問曰：“何謂也？”曾子曰：“夫子之道，忠恕而已矣。” - Лунь юй. IV, 15.
- Цзэн-цзы сказал: Благородный муж с помощью вэнь (культуры) обретает друзей, с помощью дружбы совершенствует жэнь (человеколюбие). кит. 曾子曰：“君子以文會友，以友輔仁。” - Лунь юй. XII, 24
- Цзэн-цзы говорил: «Если человек, сидя в комнате, думает о том, как бы поймать мышь, разве сможет он в это время петь со мною вместе?»

кит. 曾子曰：“是其庭可以搏鼠，惡能與我歌矣！” - Сюнь-цзы. Глава 21.
- Цзэн-цзы говорил:"Когда благородный муж идет по дороге, по его виду сразу можно узнать, есть ли у него отец и есть ли у него наставник. Тот, у кого нет отца и нет наставника, выглядит совершенно иначе". кит. 曾子曰：“君子行於道路，其有父者可知也，其有師者可知也。夫無父而無師者，餘若夫何哉！” - Люйши чуньцю. Кн.4, гл. 2.